# Steal This Album!
Steal This Album! (ibland förkortat till enbart Steal) är System of a Downs tredje studioalbum, släppt i november 2002. Albumet hamnade som bäst på plats 15 på den amerikanska Billboard 200-listan den 14 december 2002 och uppnådde platinastatus efter två år. I maj 2002 läckte några av bandets ofärdiga låtar, som spelades in samtidigt som låtarna på Toxicity, ut på internet. Namnet som fansen gav till samlingen av dessa låtar var Toxicity II. Att dessa ofärdiga låtar hade läckt ut gjorde bandmedlemmarna mycket upprörda. Malakian beskrev det som att "de hade förlorat kontrollen över deras egna låtar" och han jämförde det med att "sälja en tavla som inte var färdigmålad". Bandet tog nu åter kontrollen över materialet och bestämde sig för att spela in nya versioner av låtarna, vilka släpptes på detta album. Titeln på albumet är förmodligen inspirerad av Abbie Hoffmans bok Steal This Book, men kan även vara en sorts respons till de personer som läckte ut de tidiga versionerna av låtarna på Toxicity II. Albumet i sig är simpelt utformat och innehåller inget musikhäfte utan enbart en CD i ett CD-fodral och själva CD:n ser ut som en bränd CD på vilket System of a Down står slarvigt skrivet med tusch. Det släpptes även limiterade utgåvor av detta album med framsidor ritade av bandmedlemmarna själva. 
Steal This Album! tog två månader att spela in och System of a Down gjorde ett aktivt val att inte marknadsföra albumet på samma sätt som de hade gjort med Toxicity. Endast ett uppträdande skedde i samband med att Steal This Album! släpptes och det var en albumsignering på Tower Records i Glendale, Kalifornien. Den 17 maj 2009 sade John Dolmayan i en intervju att detta är hans personliga favoritalbum med System of a Down och den 5 juli 2012 sade Serj Tankian att detta var det album med System of a Down som han var mest stolt över.
Bandet fick kritik över att låtarna kändes som B-sidor och restmaterial som blev över från tidigare album, men Tankian gav snabbt respons med följande ord: "Vi [System of a Down] anser inte att dessa låtar är B-sidor eller restmaterial från tidigare album. Låtarna som inte kom med på Toxicity är minst lika bra, om inte bättre, som de som faktiskt gjorde det. De kom inte med enbart därför att de inte passade in i kontinuiteten på albumet [...]". Bandet gav även följande förklaring på framsidan till "Innervision"-singeln:
"Steal This Album!" is an original,

recently completed, collection

of very diverse S.O.A.D. songs, from

the vaults, encompassing flavors

and colors from System's

inception, "Toxicity" era material,

and a gate to newly paved

pathways. Enjoy!

– System of a Down 
Låtarna "Boom!" och "A.D.D." kritiserar båda USA:s politiska inställning till krig och låten "I-E-A-I-A-I-O" innehåller en omgjord version av den engelska tungvrickaren och allitterationen Peter Piper. "I-E-A-I-A-I-O" är även inspirerad av TV-serien Knight Rider och delar av låttexten grundar sig i ett möte Dolmayan hade med David Hasselhoff i mitten av 1980-talet. Låten "Chic 'n' Stu" är uppkallad efter sportkommentatorerna Chick Hearn och Stu Lantz, som tidigare kommenterade Los Angeles Lakers matcher. När Tankian fick frågan om vad låttiteln "36" stod för svarade han att det var System of a Downs "mytiska nummer". Tankian har uttryckt intresse över att uppträda med hela Steal This Album! under antingen en konsert eller som en turné. Tre av låtarna på detta album har spelats in i tidigare demoversioner (utöver de som är med på Toxicity II):
- "Mr. Jack" finns i en tidig demoversion på bandets obetitlad demokassett från 1995.
- "36" finns i en tidig demoversion ifrån 1995.
- "Roulette" finns i en tidig demoversion ifrån 1995.

## Låtlista
Alla låtar är skrivna och komponerade av System of a Down, om inte annat anges. 
| Nr  | Titel                             | Längd |
| --- | --------------------------------- | ----- |
| 1.  | Chic 'n' Stu                      | 2:23  |
| 2.  | Innervision                       | 2:33  |
| 3.  | Bubbles                           | 1:56  |
| 4.  | Boom!                             | 2:14  |
| 5.  | Nüguns                            | 2:30  |
| 6.  | A.D.D. (American Dream Denial)    | 3:17  |
| 7.  | Mr. Jack                          | 4:09  |
| 8.  | I-E-A-I-A-I-O                     | 3:08  |
| 9.  | 36                                | 0:46  |
| 10. | Pictures                          | 2:06  |
| 11. | Highway Song                      | 3:13  |
| 12. | F**k the System (Fuck the System) | 2:12  |
| 13. | Ego Brain                         | 3:21  |
| 14. | Thetawaves                        | 2:36  |
| 15. | Roulette                          | 3:21  |
| 16. | Streamline                        | 3:37  |

## Låtar på demoalbumet (Toxicity II)
Detta bootleg-album läckte ut på internet i maj 2002. Låtarna spelades in samtidigt som de låtar som kom med på Toxicity, men dessa låtar valdes bort av bandet då de inte passade in i kontinuiteten på detta album. Två av låtarna ("Cherry" och "Forever") kom inte med på det slutgiltiga albumet utan istället tog bandet med låtarna "Innervision" (som tidigare släppts som en "promo sampler"), "F**k the System", "Ego Brain" och "Roulette".
| Låtnummer | Låtnamn                      | Kallas även                    | Blev sedan till |
| --------- | ---------------------------- | ------------------------------ | --------------- |
| 1         | "Everytime"                  |                                | "Boom!"         |
| 2         | "Streamline"                 | "Streamline"                   |                 |
| 3         | "Cherry"                     | "Virginity" eller "Virgin Tea" |                 |
| 4         | "Waiting for You, Version 1" | "Census"                       | "Thetawaves"    |
| 5         | "We Don't Give a"            |                                | "A.D.D."        |
| 6         | "Side of the Freeway"        | "Mr. Jack"                     |                 |
| 7         | "On My Mind"                 | "Pictures"                     |                 |
| 8         | "Want Me to Try"             | "Highway Song"                 |                 |
| 9         | "Why?"                       | "K.I.T.T."                     | "I-E-A-I-A-I-O" |
| 10        | "Power Struggle"             | "Chupa Cabra"                  | "Bubbles"       |
| 11        | "Therapy"                    |                                | "Chic 'n' Stu"  |
| 12        | "Forever"                    | "Fortress" eller "Outer Space" |                 |
| 13        | "Your Own Pace"              |                                | "36"            |
| 14        | "Defy You"                   | "Nüguns"                       |                 |
| 15        | "Waiting for You, Version 2" | "Census"                       | "Thetawaves"    |